# 优楼比

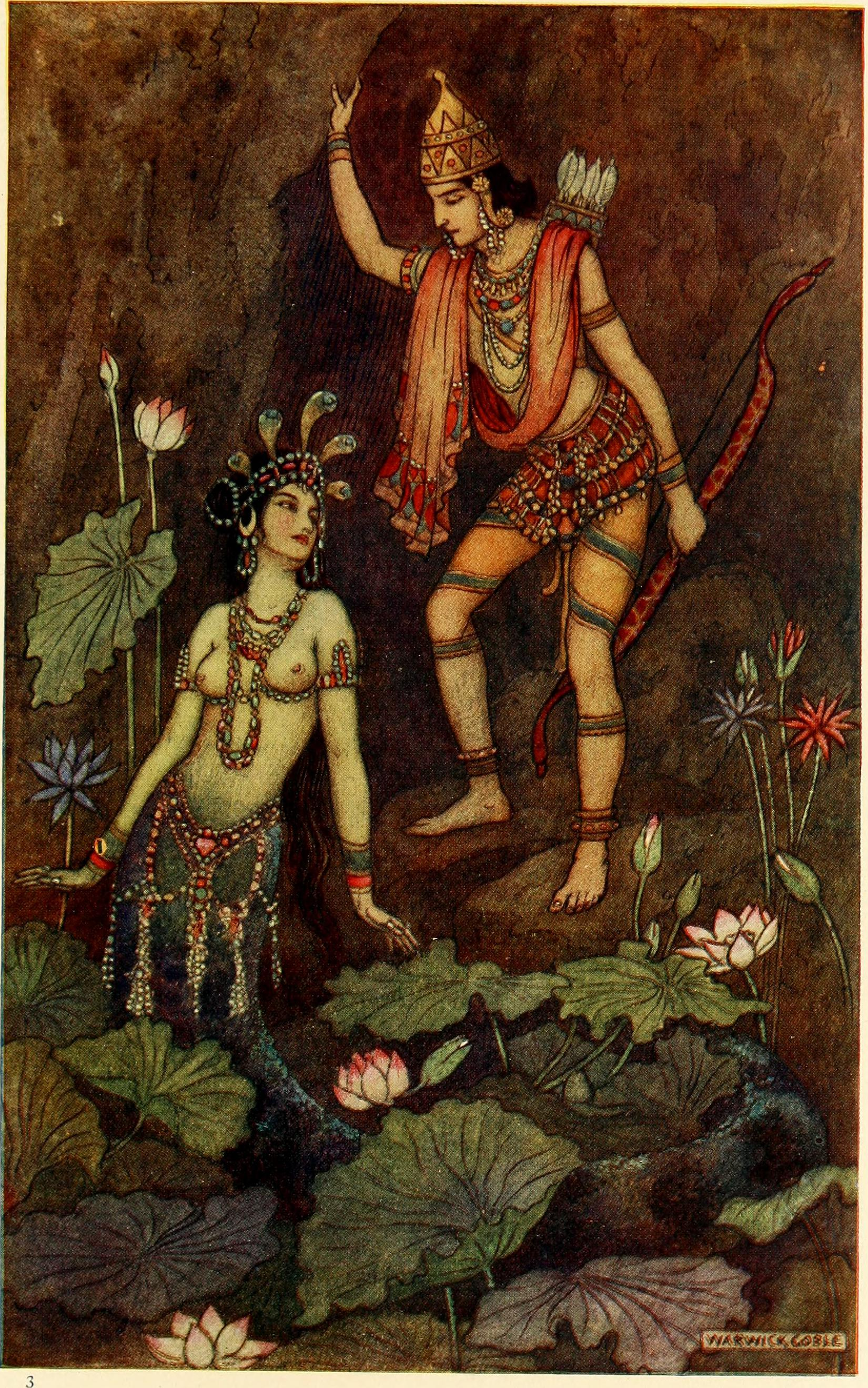
优楼比与阿周那

优楼比，印度古代史诗《摩诃婆罗多》人物。她是蛇王憍罗吠耶之女，阿周那四位妻子中的第二位。《毗湿奴往世书》与《薄伽梵往世书》中亦有关于她的记载。
其名称众多，上身为人类女性，腰以下的部分为蛇身。

## 传说

### 早年
憍罗吠耶为那伽族，人首蛇尾，在恒河河底统治水下蛇国。据载，其女优楼比为一位训练有素的女战士。

### 与阿周那结为夫妻
因违反与兄弟的约定，般度族第三子阿周那开始为期十二年的林居生活。一日他在恒河行仪式时被优楼比拽入河中，之后在蛇王憍罗吠耶的水底宫殿中看到一堆祭火，毫无畏惧地向祭火礼拜并投了祭品。火神阿耆尼对其毫不犹豫的虔诚行为感到十分满意。祭拜结束后，阿周那向蛇女询问其出身，后者揭示了自己的身份，并称自己已经与阿周那坠入爱河；阿周那起初因在林居时应独身为由拒绝了她，而优楼比则称他与她共同相处并不会违背正法，最终劝服了阿周那。两人共度一夜，优楼比与他生下一子宴丰。此后，优楼比因阿周那行为合意而赐福于他，使水下所有动物皆听从于阿周那，他在水下将立于不败之地。

### 复活阿周那
在阿周那杀死毗湿摩后，后者的兄弟众婆薮认为他背信弃义，诅咒他将会死于他与花钏所生的儿子褐乘之手。听闻后，优楼比奔赴其父处寻求帮助。毗湿摩之母恒河女神应憍罗吠耶的请求，告诉他阿周那将会被褐乘杀死，但若优楼比将一颗宝石（摩尼珠）放在他的胸口上便会复生。
《马祭篇》中，阿周那来到褐乘的领土摩尼城后，因国王没有依马祭规定与其交战而愤怒。之后，褐乘依母亲的命令前去同阿周那交战，最终杀死了阿周那。战后，褐乘对此十分忏悔，决定自杀；而花钏得知后责怪优楼比。优楼比及时劝阻了褐乘，将蛇族给予她的摩尼珠放在阿周那胸口上，阿周那因此复活，并将三人皆带回象城。

### 般度族死后
争斗时开始之际，般度五子偕同妻子黑公主及一条狗前往喜马拉雅山，欲升入天国；而优楼比前去恒河河底，回归蛇国。

### 脚注
1. ↑  Vettam 1975，第806頁.
2. ↑  Wheeler, James Talboys. . N. Trübner. 1867: 572.
3. ↑  Steiger, Brad. . Visible Ink Press. 2010: 150. ISBN 978-1-57859-345-3.
4. ↑  Mott, Wm Michael. . Grave Distractions Pub. 2011: 98. ISBN 978-0-9829128-7-4.
5. ↑  Vogel 1926，第208頁.
6. ↑  Vettam 1975，第19頁.
7. 1 2 3  Debroy 2010，sec.Arjuna-vanavasa Parva.
8. ↑  Chandramouli 2012，chpt. Seprent Princess.
9. ↑  Ganguli, Kisari Mohan. . . Internet Sacred Text Archive（英语：Internet Sacred Text Archive）. 1883–1896  [2018-08-25]. 原始内容存档于2016-03-29.
10. ↑  Vettam 1975，第54頁.
11. ↑  Vettam 1975，第332頁.
12. ↑  Thadani 1931，第185–186頁.
13. 1 2  Ganguli, Kisari Mohan. . . Internet Sacred Text Archive（英语：Internet Sacred Text Archive）. 1883–1896  [2016-04-03]. （原始内容存档于2016-04-20）.
14. 1 2 3 4  Vettam 1975，第97頁.
15. ↑  Ganguli, Kisari Mohan. . . Internet Sacred Text Archive（英语：Internet Sacred Text Archive）. 1883–1896  [2016-04-03]. （原始内容存档于2016-04-20）.
16. ↑  Ganguli, Kisari Mohan. . . Internet Sacred Text Archive（英语：Internet Sacred Text Archive）. 1883–1896  [2016-04-03]. （原始内容存档于2016-04-20）.
17. ↑  Ganguli, Kisari Mohan. . . Internet Sacred Text Archive（英语：Internet Sacred Text Archive）. 1883–1896  [2016-04-03]. （原始内容存档于2016-03-25）.

### 书目
- Chandramouli, Anuja. . Leadstart Publishing Pvt Ltd. 2012. ISBN 978-93-81576-39-7.
- Debroy, Bibek. . Penguin Books. 2010: 536. ISBN 978-0-14-310013-3.
- Sweety, Dr.Shinde. . Leadstart Publishing PvtLtd. 2015. ISBN 978-93-81836-97-2.
- Vogel, Jean Philippe. . Asian Educational Services. 1926. ISBN 978-81-206-1071-2.
- Thadani, N.  4. India Research Press. 1931. GGKEY:EUL3QR74A0R.
- Vettam, Mani. . Delhi: Motilal Banarsidass（英语：Motilal Banarsidass）. 1975. ISBN 0-8426-0822-2.